# Benghazi (distrikt)
Benghazi (arabiska: شعبية بنغازي) är ett av Libyens tjugotvå distrikt (shabiyah). Den administrativa huvudorten är Benghazi. Distriktet gränsar mot Medelhavet och distrikten Al Jabal al Akhdar och Al Wahat. Distriktet består av trettiotvå basfolkkongresser.  